# Shi (kana)

Shi w hiraganie

Shi w katakanie

Ji w hiraganie

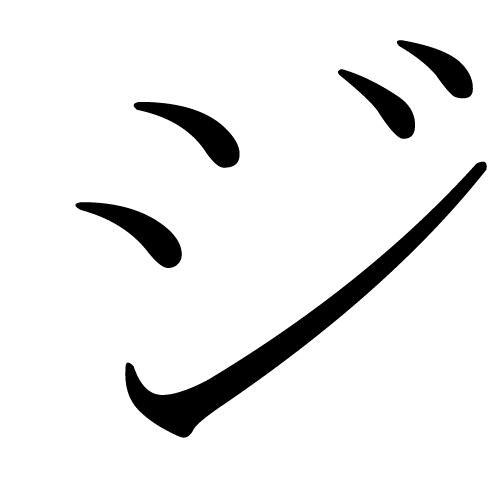
Ji w katakanie

Shi – dwunasty znak japońskich sylabariuszy hiragana (し) i katakana (シ). Reprezentuje on sylabę shi (wymawianą [ɕi] jak polskie śi, jak si w słowie siwy). Pochodzi bezpośrednio od znaku kanji 之 (obydwie wersje).
Po dodaniu dakuten w obydwu wersjach znaku (じ i ジ) znak reprezentuje sylabę ji (wymawianą [dʑi] jak polskie dźi, dziadek).

## Zapis rōmaji
W alfabecie łacińskim zapis tej sylaby oraz jej udźwięcznienia jest różny i zależny od systemu transkrypcji pisma japońskiego. W najpopularniejszej transkrypcji Hepburna znaki te zapisywane są jak shi oraz ji, natomiast w preferowanej przez japoński rząd transkrypcji Kunrei zapisywane są jako si i zi (zi dla odróżnienia od di).

## Jotacje
Jak każda mora japońska kończąca się na „i”, shi podlega procesowi jotacji, ale jedynie wtedy, jeśli do niej dopisze się pomniejszone znaki ya, yu lub yo. Jeśli po znaku shi występuje znak reprezentujący którąś z samogłosek, oba znaki wymawia się oddzielnie. Nie dotyczy to jedynie pomniejszonej wersji znaku e, który dopisany do shi zmienia wymowę znaków na she (sylaba ta występuje jedynie w zapożyczeniach). Charakterystyczną cechą tej sylaby jest to, że w zapisie alfabetem łacińskim jej jotacje da się zapisać na różne sposoby, w zależności od stosowanego systemu przekładu.
- sha- しゃ/シャ (możliwy też zapis sya)
- shu- しゅ/シュ (możliwy też zapis syu)
- sho- しょ/ショ (możliwy też zapis syo)
- she- シェ (możliwy też zapis sye)

Jotacji podlega też sylaba ji.
- ja- じゃ/ジャ (możliwy też zapis zya)
- ju- じゅ/ジュ (możliwy też zapis zyu)
- jo- じょ/ジョ (możliwy też zapis zyo)
- je- ジェ (możliwy też zapis zye)

Sylaby po jotacji również mogą podlegać przedłużeniom na zasadach przewidzianych dla samogłosek kończących sylabę.